# من الصعب أن تكون إلها (فلم 2013)
من الصعب أن تكون إلها هو فيلم خيال علمي ملحمي روسي من إخراج أليكسي جيرمان وبطولة ليونيد يارمولنيك، دميتري فلاديميروف، لورا بيتسكيلوري وألكسندر إلين، صدر الفيلم في روسيا في 27 فبراير 2014.

## روابط خارجية
- مقالات تستعمل روابط فنية بلا صلة مع ويكي بيانات